# Lijst van burgemeesters van Cromvoirt
Dit is een lijst van burgemeesters van de voormalige Nederlandse gemeente Cromvoirt tot die gemeente in 1933 opging in de gemeente Vught.
| Ambtsperiode | Naam burgemeester | Partij of stroming | Bijzonderheden                   |
| ------------ | ----------------- | ------------------ | -------------------------------- |
| 1816 - 1820  | E. van der Goor   |                    | schout                           |
| 1821 - 1827  | A. de Bever       |                    | tot 1825 schout                  |
| 1828 - 1837  | L. de Bever       |                    |                                  |
| 1837 - 1878  | A. de Kort        |                    |                                  |
| 1878 - 1916  | J.M. de Ruyter    |                    |                                  |
| 1916 - 1932  | A.F. van Rijswijk |                    | tevens burgemeester van Helvoirt |